# GeorgeNotFound
GeorgeNotFound alias van George Henry Davidson  (Brighton, 1 november 1996) is een Brits youtuber en streamer die voornamelijk bekend is van zijn Minecraftvideo's.

## Carrière
Davidson startte zijn YouTube-kanaal in 2013 maar kende pas echt succes vanaf 2020, toen hij in een jaar tijd van 40.000 abonnees naar 5 miljoen groeide. Hij is onderdeel van de Dreamteam met onder meer Dream, Sapnap en BadBoyHalo. Het was Dream die de naam bedacht toen hij bij het bedenken van een naam op een Error 404 of Not Found liep. Als onderdeel van deze groep neemt hij deel aan vele Minecraft Hunter VS Speedrunner waar hij en de rest van de groep het opneemt tegen Dream. Daarnaast bestaan veel van zijn eigen video's uit Minecraft-uitdagingen waarin hij bepaalde omstandigheden moet weten te overleven. Samen met Dream startte hij ook de Dream SMP en maakte deel uit van de hoofdpersonages en bedenker.
Hij is ook een regelmatige deelnemer aan de Minecraft Championships. Hij won twee van de reguliere edities, namelijk 11 en 12. Daarnaast won hij ook MC Championship All-Stars en MC Championship Pride 2022.
Op 20 maart 2021 brak hij het record van Most Viewers on a Cooking Livestream on Twitch. Dit deed hij samen met mede youtuber Jack Massey Welsh. Op Twitch werd zijn tweede account ThisisnotGeorgeNotFound meermaals geblokkeerd omdat er verwarring ontstond met zijn hoofdkanaal. Hij werd ook meermaals vergeleken met zanger Shawn Mendes omwille van hun gelijkaardige uiterlijk.

## Privéleven
Hij behaalde op de universiteit een diploma computerwetenschappen. Daarnaast is het geweten dat hij lijdt aan monochromie, een aandoening waarbij men enkel grijstinten kan waarnemen. Hierdoor heeft hij het moeilijker om bepaalde blokken in Minecraft van elkaar te onderscheiden.

## Erelijst
- Minecraft Championships 11
- Minecraft Championships 12
- MC Championship All-Stars
- MC Championship Pride 2022